# Halo 3: ODST

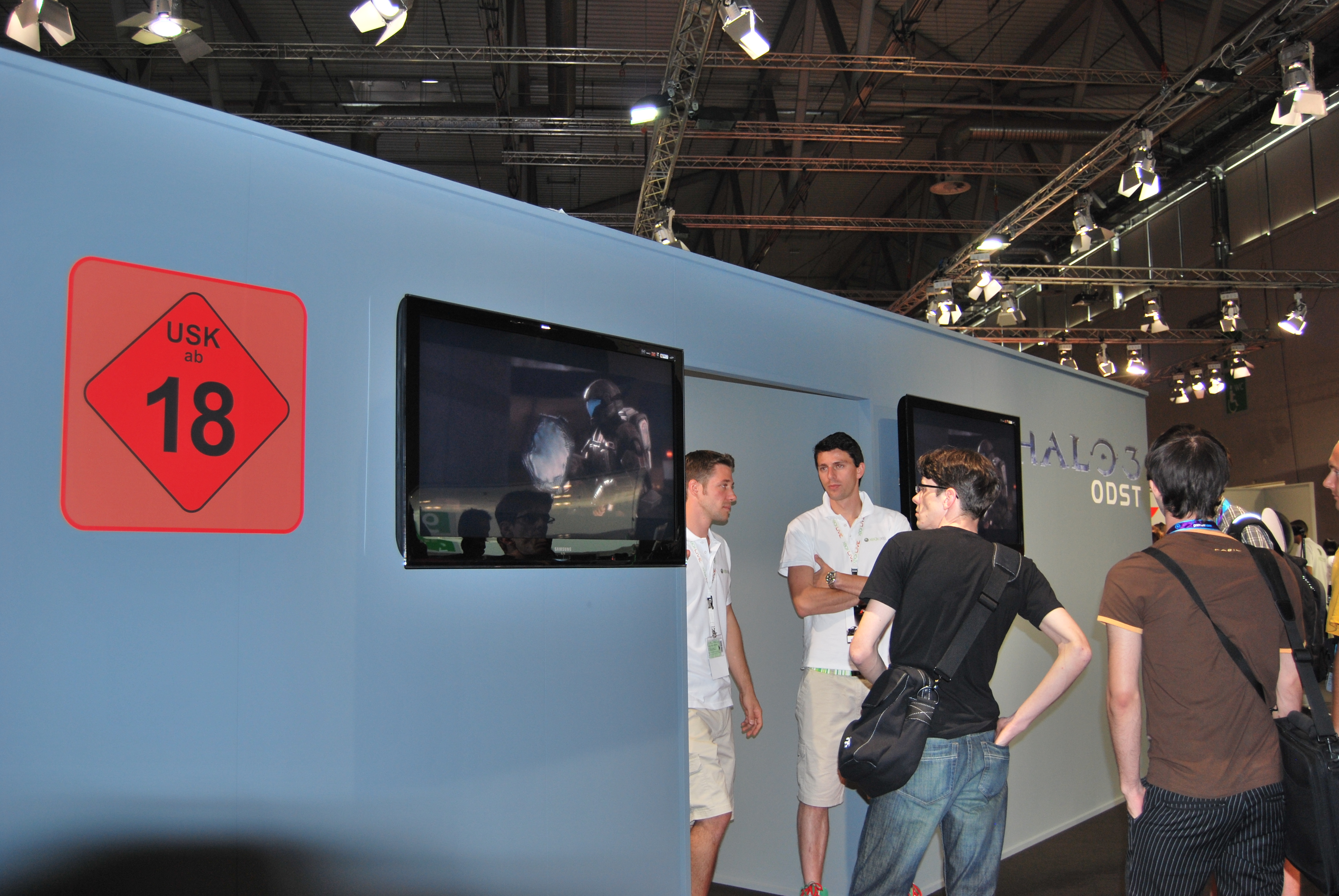
Stand promocional de Halo 3: ODST en Gamescom 2009.

Halo 3 ODST (comúnmente conocido como Halo 3 Recon), y también conocido como Halo ODST o Halo Recon, o simplemente como ODST o Recon bajo el lema de Prepare to Drop (o Prepárate para el descenso en español, o Preparados para el descenso), es un videojuego de disparos en primera persona desarrollado por Bungie Studios y publicado por Microsoft Game Studios exclusivamente para la consola Xbox 360. El juego es el quinto título de una serie que empezó con Halo 1 Combat Evolved, siguió con Halo 2, Halo 3 y por último Halo Wars. Halo 3 ODST está situado cronológicamente entre los eventos de Halo 2 y Halo 3.
El jugador asume el papel de un Soldado de Choque de Descenso Orbital, (comúnmente abreviado como SCDO), y también conocidos como Helljumpers, o (por sus siglas en inglés que significan Orbital Drop Shock Trooper), o simplemente abreviado como (ODST en inglés). Hay dos modos de juego: en el modo Campaña, los jugadores pueden explorar la ciudad en ruinas de Nueva Mombasa para descubrir lo que ocurrió con sus compañeros desaparecidos en medio de una invasión extraterrestre. En la opción multijugador Tiroteo los jugadores luchan contra olas de enemigos cada vez más difíciles para ganar puntos y sobrevivir el mayor tiempo posible. Nuevas copias del juego también contenían claves de acceso a la beta multijugador de Halo: Reach, que se activó  el 3 de mayo de 2010.
Salió a la venta el 22 de septiembre de 2009. Tras su liberación, ODST se convirtió en el juego más vendido de Xbox 360 en todo el mundo. El título recibió críticas generalmente positivas, que elogian la atmósfera, la música, y el enfoque de la historia. Hubo críticas sobre la campaña relativamente corta y si los extras incluidos eran suficientes para justificar el precio del juego de 60 dólares en Estados Unidos. El juego fue el título más vendido en los Estados Unidos en septiembre de 2009, y vendió más de 3 millones de copias en todo el mundo.

## Información
Aunque Bungie dijo que Halo 3 sería el último juego de la trilogía, nunca eliminaron por completo la posibilidad de sacar juegos sobre la misma historia pero tiempo antes.
Aunque hubo un anuncio oficial el 16 de julio del 2008 durante el E3, fue cancelado por Microsoft porque se querían concentrar en juegos hechos por nuevos desarrolladores, categoría donde Bungie no entraba.

## Desarrollo
Se sabía que Halo 3 ODST estaba en fase de preproducción desde junio del 2008, cuatro meses tras la salida de Halo 3 se le llamó como Halo 3 Recon o Halo Recon, o simplemente Recon.
Bungie confirmó que el juego es un shooter en primera persona, como los tres juegos pasados de Halo, y que este proyecto no tiene nada que ver con el llamado Chronicles. Bungie también confirmó que el jugador tomaría el rol de un ODST superviviente, que se desarrollaría en las ruinas de Nueva Mombasa, Kenia, que saldría el 22 de septiembre de 2009 y que sería el último proyecto de la trilogía de Halo en el que trabajarían. En otras entrevistas revelaron información muy valiosa, que vendrá en un CD como los otros juegos de Halo, que incluiría un nuevo modo Multijugador y que incluirá el Paquete de Mapas Mítico.
ODST ha sido descrito como "Regresando a los jugadores a escenas familiares de misiones secretas. La historia de ODST y su nuevo multijugador tendrán a los fans "Preparándose para el Descenso" este 22 de septiembre".
En ODST se pueden apreciar nuevas armas, aunque en realidad son dos y/o mejoradas, éstas son el subfusil M7S (prácticamente el arma principal de Halo 3: ODST) y la pistola M6C con silenciador.
En el E3 del 2009, Bungie reveló que el juego ya está listo.

### Beta de Halo Reach
Bungie reveló la beta de Halo Reach un mes antes en la sección extras y decía que se estrenaba el 3 de mayo de 2010, y fue la beta más jugada en cualquier plataforma debido a que se jugaron 6 billones de horas.

## Modo de Juego
El protagonista del juego, El Novato, está buscando terminales alrededor de Nueva Mombasa. El jugador decide cómo llegar a la ubicación específica de cada terminal y en qué orden, con el objetivo de tener un juego de mundo abierto, algo por lo que la Trilogía Principal había sido criticada. Estas "terminales" llevan al jugador atrás en la historia para descubrir qué les sucedió a cada uno de los integrantes de su equipo. Una vez que el jugador retrocede en el tiempo, se toma el control del integrante al que se esté buscando, por alrededor de treinta minutos, y se jugará como ese personaje, viendo por todo lo que pasó.
Debido al hecho de que se esté jugando como un ODST y no como un Spartan, no se usará escudos ni sistema de radar como tienen las Armaduras MJOLNIR. El Novato y sus compañeros de equipo también pierden la habilidad de usar armas a dos manos, ya que su armadura solo puede detectar un arma a la vez. Pero por otra parte, se recibirá un Asistente Digital Personal, que posiblemente muestre las misiones e información que ayude al jugador. También contarás con un nuevo sistema visual llamado "Sistema de Inteligencia Visual", el cual distingue aliados de enemigos a través de un HUD ubicado en el casco.

## Argumento

### Escenario
Los acontecimientos de Halo son narrados en un universo de ciencia ficción creado por Bungie Studios específicamente para el juego. De acuerdo a la trama, La historia de ODST se lleva a cabo en el año 2552, cuando los seres humanos bajo el mando de la UNSC están en una guerra con una alianza teocrática de razas alienígenas conocida como el Covenant. Durante Halo 2, el Covenant descubre la ubicación de la Tierra y lanza un asalto a la ciudad de Nueva Mombasa en África. Aunque la UNSC logra repeler la mayoría de la flota, una gran nave se coloca sobre la ciudad. La nave finalmente se retira a través de un salto desliespacial, creando una onda de choque masiva. Mientras que el resto de la trama de Halo 2 sigue al buque a una instalación antigua idéntica al primer Halo, ODST se centra en las consecuencias de la onda expansiva, mientras que el Covenant sigue ocupando la ciudad.

### Historia
El argumento del juego se relata en el manual de instrucciones, y en los diálogos y narraciones de los personajes, así como algunas escenas que detallan la trama o la historia y en las cuales el jugador no puede controlar al personaje. La historia transcurre entre Halo 2 y Halo 3, cuando un escuadrón de ODSTs es enviado a abordar una nave Covenant situada sobre Nueva Mombasa en la cual está el profeta del Pesar. Durante el descenso la nave Covenant realiza un salto estelar (en donde la nave In Amber Clad con el Jefe Maestro la persiguen y llegando al segundo Halo).
6 horas después, El Novato despierta y recorre las calles de Nueva Mombasa encontrándose con el Superintendente, que es la IA de la ciudad, quien lleva al Novato a sitios donde hay objetos usados por el escuadrón antes y los examinan, haciéndole recordar lo que hizo el escuadrón desde hace 6 horas.
Después del electrochoque, la cápsula de Buck (líder del escuadrón) choca y hace contacto por radio con Dare diciendo que hay varios enemigos cerca de su cápsula, Buck decide ir a salvarla, pero cuando llega no hay nadie. Un Ingeniero (criatura) está cerca de la cápsula y decide examinar a Buck, pero Romeo (miembro del escuadrón, francotirador) le salva la vida causando que el Ingeniero explote. Buck le pregunta si ha visto a otros, pero le responde que no.
Mientras tanto, otro miembro llamado Dutch (artillero y técnico en armas) aterriza en la Reserva Natural Uplift y ayuda a varios marines a salir de allí, recurriendo a algo que no considera lo suyo: pilotar vehículos.
También otro miembro llamado Mickey (experto en explosivos y piloto) está cerca y usa un tanque Scorpion para llevar a soldados al punto de reunión que es el edificio de la ONI (Oficina Naval de Inteligencia) y se encuentra con Dutch, que se encuentra acorrolado. Los dos matan a los enemigos cerca y se encuentran con un policía que les dice que le ayuden. Dutch y Mickey pelean tratando de proteger el edificio de los enemigos, explotando un puente para que no entren. Pero logran llegar más, y se retiran al interior del edificio. Se dan cuenta de que para proteger el edificio, tienen que destruirlo. Llegan a la cima de este y se montan en un Pelican, haciendo que Mickey active las cargas haciendo explotar el edificio.
Buck y Romeo esperan en la Jefatura de Policía de la ciudad a Dutch y Mickey, pero unos Banshees atacan el Pelican haciendo que se estrelle cerca. Buck y Romeo van por ellos, y ellos con Mickey y Dutch destruyen las naves aéreas de la zona; pero llega un Phantom con un Brute con un martillo gravitatorio atacando, dejando gravemente herido a Romeo, pero no logra matarlo, Buck logra vencerlo hundiéndole una navaja en el cuello, y llevan a Romeo a la estación de trenes de la ciudad.
En las afueras de la estación ayudan a Romeo con una lata de Biofoam (medicina especial que se aplica como espuma para acelerar la regeneración celular o para detener hemorragias), siendo este el último objeto del Novato a inspeccionar (por defecto, ya que después de Reserva Uplift, las balizas de objetos se pueden hacer en cualquier orden), al entrar a la estación ven que los túneles hay enemigos y deciden robar un Phantom. Buck y Mickey llegan a la nave y la secuestran llevando a Dutch y Romeo como artilleros, Mickey de piloto y Buck en una nave Banshee para limpiar de enemigos la zona. Van por túneles matando enemigos y destruyen un Scarab y salen al exterior de la ciudad, ya anocheciendo. Buck decide inmediatamente volver para rescatar a Dare diciendo que ya sabe dónde está.
El Novato, después de inspeccionar el último objeto, recibe una transmisión de Dare diciendo que está atrapada en los túneles debajo de la ciudad. El Novato llega a estos y llega a donde esta Dare, en el subnivel 09. Los dos llegan al núcleo del Superintendente. Entrando encuentran un Ingeniero y Dare le explica que el objetivo de la misión era proteger los datos del Superintendente y el Ingeniero, llamado Virgil, los tiene almacenados. De pronto oyen a Buck por el radio viniendo por ella. Se montan los cuatro al ascensor y Dare golpea y besa a Buck por venir por ella.
Al amanecer llegan a una autopista. Dare y Virgil se montan en un Oliphant (derivado del Elephant) y el novato y Buck los protegen en unos Warthogs y Scorpions hasta llegar a un punto donde el Phantom que secuestraron los recoge. Este se va antes de que el Covenant destruya la ciudad, donde se ve el Portal hacia el Arca.
Después de los créditos. Un mes después (días antes de que el Jefe llegue a la tierra), el Sargento Johnson llega con Dare a interrogar a Virgil, Johnson saca un cigarro y un encendedor dándoselo a Virgil. Le pregunta «...Vas a decirme que están cavando tan alegremente ahí». Virgil enciende el cigarro, significando un trato.
Al terminarlo en legendario se ve al profeta de la verdad en el centro de datos viendo muchos Ingenieros haciendo algo en los túneles cerca del Portal. Él mira y sonríe.

## Campaña
A su vez, el juego consta de nueve o diez niveles en total en el modo de campaña, los cuales se caracterizan por ser lineales —esto es, que avanzan conforme la historia del juego—:21

### Niveles
1. La Cuenta Atrás
2. Las Calles De Nueva Mombasa
3. Plaza Tayari
4. Reserva Uplift
5. Boulevard Kizingo
6. Punto Alfa ONI
7. Policía
8. Estación Kikowani
9. Colmena de Datos
10. Autopista de la Costa

## Sistema de Juego
Halo 3: ODST es un videojuego de disparos en primera persona, la mayoría del juego tendrá lugar a partir de una perspectiva en primera persona. El juego cuenta con un entorno de mundo abierto en una ciudad ficticia de África llamada Nueva Mombasa. Aunque el modo de juego de ODST tiene un gran parecido a la de los títulos anteriores de Halo, el jugador no asume el papel de Jefe Maestro, protagonista de Halo 3. En cambio, en el jugador se controla a los soldados humanos conocidos como Orbital Drop Shock Troopers u ODST. Los ODST no poseen las armas avanzadas ni los reflejos del Jefe Maestro, no pueden saltar tan alto, no se mueven tan rápido, no pueden sobrevivir a grandes caídas o manejar dos armas al mismo tiempo. En lugar del escudo de absorción de daño que protege al Jefe Maestro, los ODSTs utilizan una recarga mecánica de resistencia. Cuando el jugador sufre daños, la pantalla parpadea en rojo y disminuye la puntuación de resistencia. Si el jugador recibe un daño adicional antes de que la energía pueda recuperarse, la salud del jugador se reduce. La pérdida de toda la salud hace que el personaje muera y uno debe reiniciar en el último punto de control. Hay paquetes médicos repartidos por todo el ambiente del juego y se puede restaurar la salud del jugador. El HUD del jugador incluye el modo VISR en que se ve a los enemigos en rojo, los aliados en verde, y los elementos importantes en amarillo además de las estructuras.

### Campaña
El modo de juego de campaña se puede jugar solo o en cooperación con un máximo de tres jugadores adicionales. Tomando el papel de un soldado humano, conocido como «El Novato», la meta del jugador es descubrir lo que pasó con sus compañeros que están desaparecidos. Después de haber encontrado un trozo de evidencia que dejaron detrás, como un rifle de francotirador colgando de un poste de luz, así una misión de flashback se activa, el jugador asume el papel del soldado desaparecido seis horas antes. Después de que el jugador encuentre la primera pieza de evidencia, se puede elegir abiertamente a dónde ir después. Los niveles de la campaña se pueden jugar en cualquier orden.

### Tiroteo (Firefight)
Es el nuevo modo de juego multijugador para un máximo de cuatro jugadores. En él se pueden usar los personajes del juego los cuales tendrán que ser desbloqueados al jugar el modo campaña al igual que las arenas de firefight.
Esta nueva modalidad de juego se trata de matar a todo enemigo que veas los cuales vienen en oleadas cada vez más difíciles, trata de sobrevivir hasta donde sea posible. En Halo 4 se le cambia el nombre a spartan ops (en español operaciones espartanas).

## Doblaje
Para Hispanoamérica el doblaje fue realizado nuevamente en la Ciudad de México por el estudio Diseño en Audio. [1]

### Reparto principal
| Personajes       | Actor original | Actor de doblaje hispanoamericano | Actor de doblaje español |
| ---------------- | --- | --- | ------------------------ |
| Buck             | Nathan Fillion | Gerardo Vásquez | ?                        |
| Capitana Dare    | Tricia Helfer | Circe Luna | ?                        |
| Dutch            | Adam Baldwin | César Soto | ?                        |
| Mickey           | Alan Tudik | Luis Daniel Ramírez | ?                        |
| Romeo            | Nolan North | Arturo Mercado Jr. | ?                        |
| Sargento Johnson | David Scully | Gerardo Reyero | ?                        |
| Marines          | Mikey Kelley, Adam baldwin, Andrew Mckaige, Nolan North, Katee Sackhoff, Alan Tudik, David Frederic White, Debra Wilson | Luis Daniel Ramírez, Xóchitl Ugarte, Arturo Mercado Jr., Gerardo García, Liliana Barba, Emilio Gallardo, Rosalba Sotelo, Moisés Iván Mora, Herman López | ?                        |
| Sargentos        | Nathan Fillion | José Luis Orozco, Gerardo Vásquez | ?                        |
| Brutes           | Ken Boynton Fred Tatasciore John DiMaggio                                                                               | Guillermo Coria Eduardo Fonseca Rolando de Castro | ?                        |
| Grunts           | Roy Stanton, Joseph Staten, Mark Fullerton, Chris Edgerly                                                               | Irwin Daayán, Enrique Cervantes, Óscar Flores, Luis Daniel Ramírez                                                                                      | ?                        |
| Civiles          | Mary Kae Irvin, Mark Lund, Todd Licea                                                                                   | Rommy Mendoza, Ricardo Tejedo, José Gilberto Vilchis | ?                        |
| Voz en Tiroteo   | Jeff Steitzer | Octavio Rojas | ?                        |

### La Historia de Sadie
Artículo Principal: La Historia de Sadie
| Personaje          | Actor de voz original | Actor de doblaje hispanoamericano | Actor de doblaje español |
| ------------------ | --------------------- | --------------------------------- | ------------------------ |
| Sadie Endesha      | Masasa Moyo           | Liliana Barba                     | ?                        |
| Dr. Daniel Endesha | Hakeem Kae-Kazim      | Octavio Rojas                     | ?                        |
| Mike Branley       | Dave Wittenberg       | José Gilberto Vilchis             | ?                        |
| Bruja              | Laura Kenny           | Magda Giner                       | ?                        |
| Marshall Glick     | ?                     | Sebastián Llapur                  | ?                        |
| Conductor          | ?                     | Herman López                      | ?                        |
| Kinsler            | John Patrick Lowrie   | Guillermo Coria                   | ?                        |

## Producción

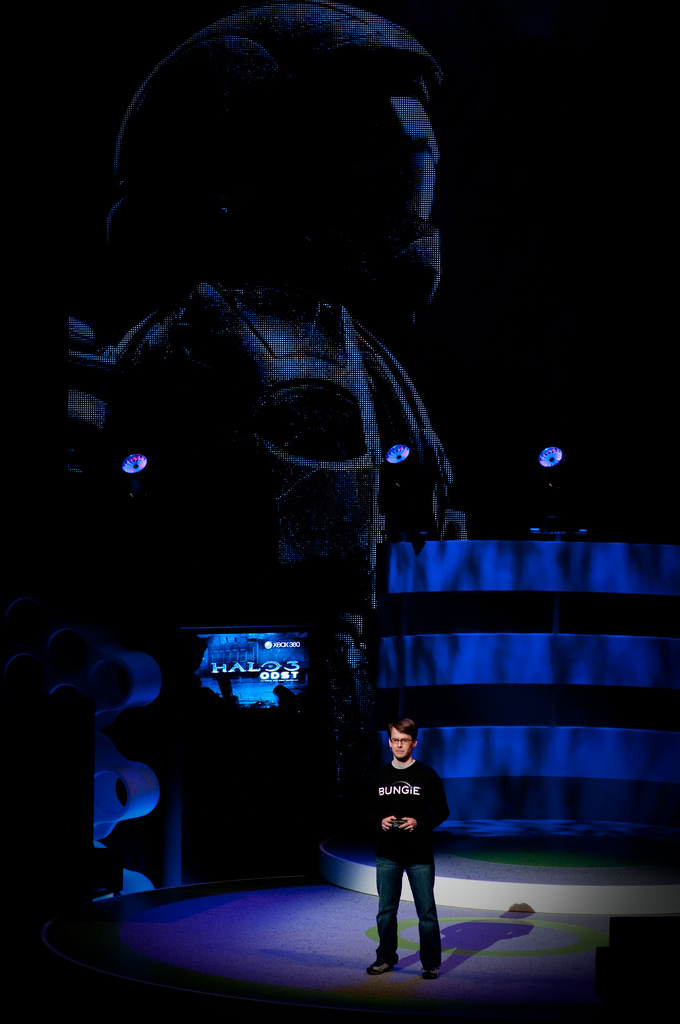
2009 E3 Xbox 360 Media Briefing, Anuncio de ODST.

Gran parte del equipo de desarrollo de ODST comenzó a trabajar en el juego del director de Halo Chronicles de Peter Jackson de vídeo durante la producción de Halo 3. Sin embargo, el fracaso de la adaptación cinematográfica de Halo y la posterior cancelación de Chronicles significaron que el equipo ya no tenía un proyecto. Casi al mismo tiempo, la producción de Halo Reach comenzó, y Bungie se dio cuenta de que había tiempo para que el estudio crear un producto nuevo, lo que el productor Curtis Creamer describe como una «mini-campaña» de dos a tres horas. Después de mirar la propuesta y el presupuesto, el jefe del estudio, Harold Ryan, le dio el visto bueno.
Bungie afirma que al utilizar el motor gráfico de Halo 3 han podido esta vez llevarlo al límite desde el principio del desarrollo. Pero la magia del estudio no se limita, nunca se ha limitado, a los gráficos. Todo a tú alrededor transmite sensación de soledad: la oscuridad, la música, la percepción de tu vulnerabilidad, es una ambientación digna de la serie.
Halo 3 ODST incluye dos discos: el primero contiene la Campaña del título junto con el modo Tiroteo y en el segundo Halo 3 Mythic, con toda la colección multijugador, con los mapas antiguos y otros tres nuevos, hasta llegar a los 24 mapas.

## Recepción
Halo 3: ODST ha recibido críticas generalmente positivas. Actualmente tiene un promedio de 86% y 84% en Game Rankings y Metacritic, respectivamente.
Las críticas han sido favorables en lo que respecta a los cambios en el modo de campaña, historia y concepto. 3D Juegos calificó el juego como "intenso, épico y más humano", y se refirió a ODST como "un añadido para Halo 3, imprescindible para sus fans y que se vende a un precio tremendamente competitivo como para pasarlo por alto". Algunas críticas como la de Última Vida encontraron en el nuevo modo de juego similitudes a juegos como Gears of War y Metroid Prime, y se refirieron al sistema de mundo abierto como "una fórmula ya muy vista, pero efectiva, y Bungie la incorpora de una manera tan sutil que es digna de reconocer y aplaudir", aunque consideraron también que "la omisión del radar es una ligera molestia, y el formato de disparar poco y cubrirse mucho no se adapta tan bien al modo de juego tradicional de Halo".
Una de las quejas principales ha sido en torno a la corta duración del modo de campaña. Conexión Gamer afirma que aunque el paquete es atractivo, "el juego que nos interesa se quedó algo corto, en duración y en contenido". Meristation consideró la longitud de la campaña como una de las peores cosas del juego, argumentando que es "excesivamente corta, con un formato fragmentado".
El componente multijugador, sin embargo, ha recibido críticas casi universalmente positivas, en especial el nuevo modo "Firefight" o "Tiroteo". Vandal Online expresa en su reseña, "Es cierto que Tiroteo se basa en el modo Horda de Gears of War 2. Pero mientras que en Horda la mejor táctica solía ser mantener las posiciones defensivas del grupo ante cada oleada, en Halo 3: ODST los mapas te obligan a moverte constantemente y variar a cada momento la estrategia". Meristation consideró que el modo multijugador "aporta lo mejor del título, tanto la campaña a 4 jugadores manteniendo lo visto en Halo 3 -pese a que argumentalmente no armoniza con el guion original- y especialmente el gran acierto del modo Tiroteo, más un paquete enorme de mapas, que servirán para reactivar la popularidad del título en Internet".